# Referendum über die Einrichtung einer Greater London Authority 1998
Am 7. Mai 1998 fand ein Referendum über die Einrichtung einer Greater London Authority in London statt. Die Wähler wurden gefragt, ob sie der Einrichtung einer gewählten Vertreterversammlung (London Assembly) und eines gewählten Oberbürgermeisters (Mayor of London) für die Region Greater London befürworteten. Bei sehr niedriger Wahlbeteiligung von 34,1 % stimmte eine große Mehrheit der Abstimmenden für die von der Regierung vorgeschlagenen Einrichtungen.

## Geschichte
Die Verwaltungseinheit Greater London wurde durch den London Government Act 1963, der am 1. April 1965 in Kraft trat, gebildet. Sie umschloss die bisherigen Verwaltungsgrafschaften Middlesex und County of London, sowie Teile der zeremoniellen Grafschaften Essex, Hertfordshire, Kent und Surrey. Oberste gewählte Selbstverwaltungsorgane wurden der Greater London Council für die äußeren 32 London Boroughs und die City of London Corporation für die City of London, die eigentliche historische Innenstadt. Daneben verblieben erhebliche Kompetenzen bei den nachgeordneten London Borough councils (Bezirksverordnetenversammlungen). 1986 wurde der Greater London Council wieder aufgelöst. Hauptgrund waren die permanenten Konflikte zwischen der Labour-geführten Stadtregierung unter Ken Livingstone und der konservativen Regierung unter Margaret Thatcher. Die Kompetenzen des Greater London Councils wurden überwiegend an die London Borough councils und zum Teil an die Zentralregierung übertragen.
Nach der Unterhauswahl 1997 kam nach 18 Jahren konservativer Regierungen wieder die Labour Party an die Macht. Die Regierung des neuen Premierministers Tony Blair hatte sich ein umfangreiches gesellschaftliches und politisches Reformprogramm vorgenommen. Dazu gehörte auch die Devolution der Regierung mit Einrichtung von eigenen Parlamenten für Schottland, Wales und Nordirland. Auch die Region Greater London sollte eine zentrale gewählte Versammlung sowie einen Oberbürgermeister erhalten. Ein Grundgedanke dabei war die Vorstellung, Instanzen zu schaffen, die die Aktivitäten der verschiedenen London Borough councils besser koordinieren sollten.
In Referenden in Schottland am 11. September 1997 und in Wales am 18. September 1997 stimmten die Wähler mehrheitlich für die Einrichtung eigener Regionalparlamente.
Am 30. Oktober 1997 legte die Regierung Blair dem Unterhaus einen Gesetzesentwurf, die Greater London Authority (Referendum) Bill vor, die den Plan einer Abstimmung über die Einrichtung einer gewählten London Assembly und eines gewählten Oberbürgermeisters, eines Mayor of London beinhaltete. Bei der konservativen Opposition und auch bei einigen Labour-Dissidenten wie Ken Livingstone löste der Umstand Kritik aus, dass über beide Einrichtungen gemeinsam abgestimmt werden sollte. Die Konservativen befürworteten den Plan zur Einrichtung eines Mayors, lehnten aber die Einrichtung einer London Assembly ab. Letztlich wurde der Gesetzesentwurf mit der Regierungsmehrheit im Unterhaus verabschiedet.

## Frage des Referendums
Die gestellte Frage lautete:

“Are you in favour of the Government's proposals for a Greater London Authority, made up of an elected mayor and a separately elected assembly?”

„Sind Sie für den Vorschlag der Regierung, eine Behörde für Greater London einzurichten, die aus einem gewählten Bürgermeister und einer gewählten Abgeordnetenversammlung bestehen soll?“

Die Frage war mit einem einfachen Yes/No (Ja/Nein) zu beantworten.

## Ergebnisse
Von den 5.016.064 Wahlberechtigten in der Region Greater London beteiligten sich 34,1 %. 26.178 (1,5 %) der Stimmen waren ungültig.

Ergebnisse nach Boroughs (Prozent Ja-Stimmen, Nummerierung wie in der Tabelle)

| Nr.                     | Verwaltungs- einheit   | Stimmen   | Stimmen | Prozent | Prozent | Beteiligung |
| Nr.                     | Verwaltungs- einheit   | Ja        | Nein    | Ja      | Nein    | Beteiligung |
| ----------------------- | ---------------------- | --------- | ------- | ------- | ------- | ----------- |
| 1                       | City of London         | 977       | 574     | 63,0    | 37,0    | 30,6        |
| 2                       | Barking and Dagenham   | 20.534    | 7.406   | 73,5    | 26,5    | 24,9        |
| 3                       | Barnet                 | 55.487    | 24.210  | 69,6    | 30,4    | 35,3        |
| 4                       | Bexley                 | 36.527    | 21.195  | 63,3    | 36,7    | 34,7        |
| 5                       | Brent                  | 47.309    | 13.050  | 78,4    | 21,6    | 35,6        |
| 6                       | Bromley                | 51.410    | 38.662  | 57,1    | 42,9    | 40,2        |
| 7                       | Camden                 | 36.007    | 8.348   | 81,2    | 18,8    | 32,8        |
| 8                       | Croydon                | 53.863    | 29.368  | 64,7    | 35,3    | 37,2        |
| 9                       | Ealing                 | 52.348    | 16.092  | 76,5    | 23,5    | 37,8        |
| 10                      | Enfield                | 44.297    | 21.639  | 67,2    | 32,8    | 32,8        |
| 11                      | Greenwich              | 36.756    | 12.356  | 74,8    | 25,2    | 32,4        |
| 12                      | Hackney                | 31.956    | 7.195   | 81,6    | 18,4    | 33,8        |
| 13                      | Hammersmith and Fulham | 29.171    | 8.255   | 77,9    | 22,1    | 33,6        |
| 14                      | Haringey               | 36.296    | 7.038   | 83,8    | 16,2    | 29,9        |
| 15                      | Harrow                 | 38.412    | 17.407  | 68,8    | 31,2    | 36,0        |
| 16                      | Havering               | 36.390    | 23.788  | 60,5    | 39,5    | 33,8        |
| 17                      | Hillingdon             | 38.518    | 22.523  | 63,1    | 36,9    | 34,4        |
| 18                      | Hounslow               | 36.957    | 12.554  | 74,6    | 25,4    | 31,9        |
| 19                      | Islington              | 32.826    | 7.428   | 81,6    | 18,5    | 34,2        |
| 20                      | Kensington and Chelsea | 20.064    | 8.469   | 70,3    | 29,7    | 27,9        |
| 21                      | Kingston upon Thames   | 28.621    | 13.043  | 68,7    | 31,3    | 41,1        |
| 22                      | Lambeth                | 47.391    | 10.544  | 81,8    | 18,2    | 31,7        |
| 23                      | Lewisham               | 40.188    | 11.060  | 78,4    | 21,6    | 29,3        |
| 24                      | Merton                 | 35.418    | 13.635  | 72,2    | 27,8    | 37,6        |
| 25                      | Newham                 | 33.084    | 7.575   | 81,4    | 18,6    | 27,9        |
| 26                      | Redbridge              | 42.547    | 18.098  | 70,2    | 29,8    | 34,9        |
| 27                      | Richmond upon Thames   | 39.115    | 16.135  | 70,8    | 29,2    | 44,5        |
| 28                      | Southwark              | 42.196    | 10.089  | 80,7    | 19,3    | 32,7        |
| 29                      | Sutton                 | 29.653    | 16.091  | 64,8    | 35,2    | 34,9        |
| 30                      | Tower Hamlets          | 32.630    | 9.467   | 77,5    | 22,5    | 34,2        |
| 31                      | Waltham Forest         | 38.344    | 14.090  | 73,1    | 26,9    | 33,6        |
| 32                      | Wandsworth             | 57.010    | 19.695  | 74,3    | 25,7    | 38,7        |
| 33                      | Westminster            | 28.413    | 11.334  | 71,5    | 28,5    | 31,8        |
| Gesamt                  | Gesamt                 | 1.230.759 | 478.413 | 72,01   | 27,99   | 34,1        |
| Quelle: The Independent |                        |           |         |         |         |             |

Letztlich stimmten alle Londoner Boroughs und die City of London mit deutlicher Mehrheit für die Einrichtung einer zentralen Greater London Authority. Die Zustimmung war dabei in den inneren Stadtbezirken deutlich höher als in den Außenbezirken. Die Wahlbeteiligung war allerdings verhältnismäßig gering.

## Weitere Entwicklung
1999 trat der Greater London Authority Act 1999 in Kraft. Die erste Wahl zur London Assembly fand am 4. Mai 2000 parallel zur Wahl des Mayor of London statt. die Bürgermeisterwahl gewann Labour-Dissident Ken Livingston, der als Unabhängiger kandidierte, gegen den offiziellen Labour-Kandidaten Frank Dobson. In die Assembly wurden 9 Labour-Abgeordnete, 9 Konservative, 4 Abgeordnete der Liberal Democrats und 3 Abgeordnete der Green Party gewählt.